# Henry Stanley Plummer

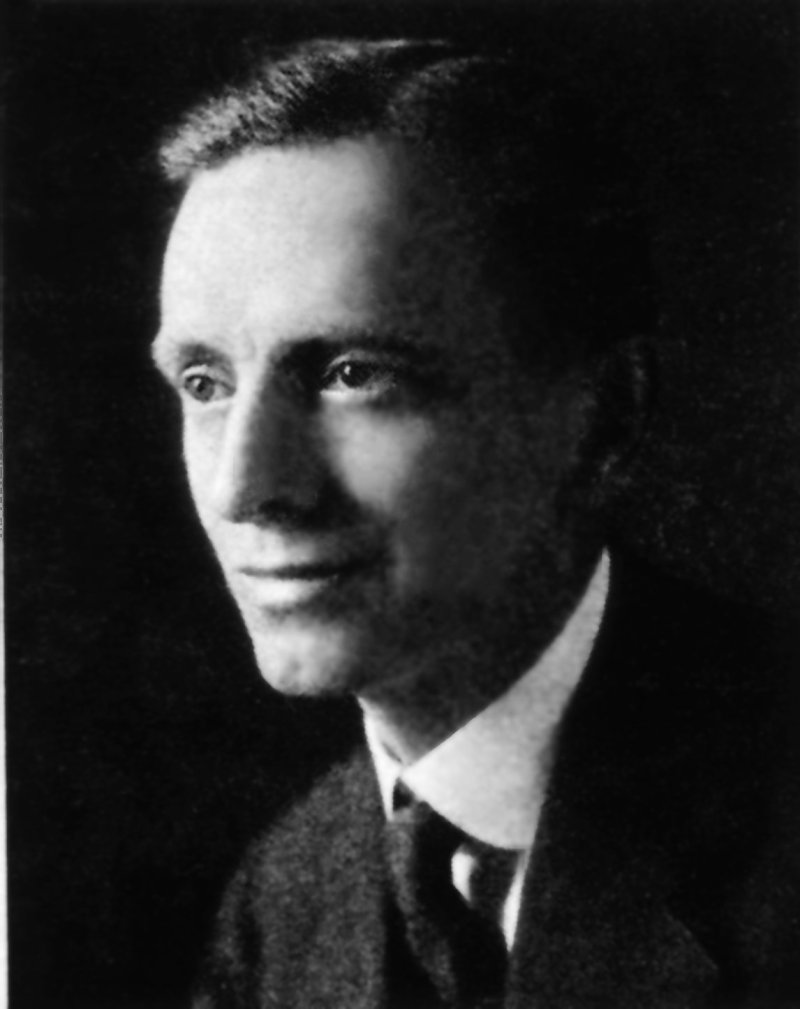
Henry Stanley Plummer, frühes 20. Jahrhundert

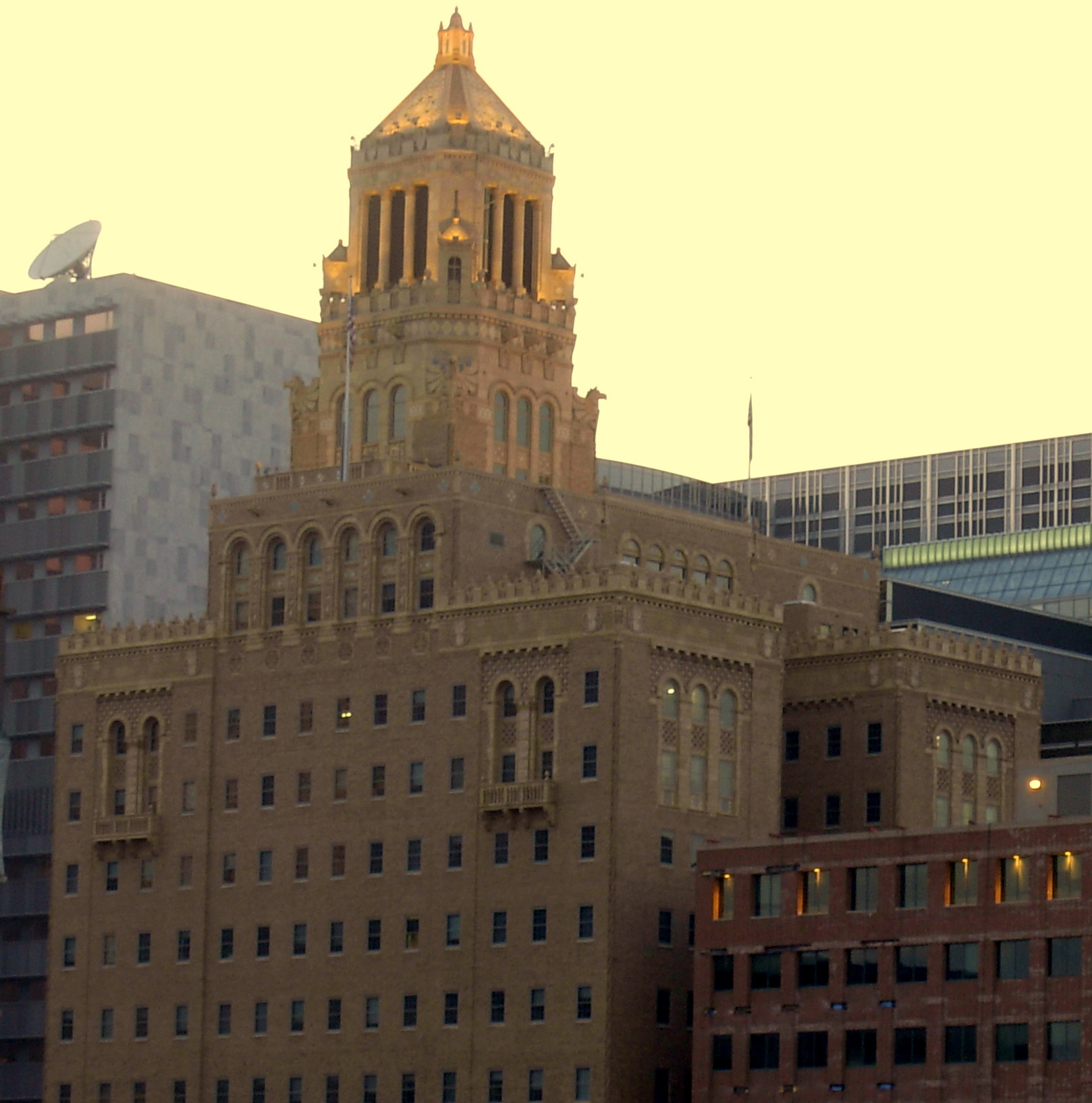
„Plummer-Gebäude“ in Rochester

Henry Stanley Plummer (* 3. März 1874 in Hamilton, Minnesota; † 31. Dezember 1936 in Rochester, Minnesota) war ein US-amerikanischer Internist und Endokrinologe. 
Plummer erlangte 1898 den Doktorgrad der Medizin an der Northwestern University in Chicago. Drei Jahre später wurde er Arzt an der Mayo Clinic. Er spielte eine entscheidende Rolle bei dem weiteren Aufbau und Wachstum der Mayo Clinic in Rochester. 1914 wurde das „1914 Building“ eröffnet, ein Gebäude, das nach Plummers Vorstellungen einer idealen Klinik gebaut wurde. Im Jahre 1929 gestaltete er das Plummer Building. Im Jahre 1969 wurde es in das National Register of Historic Places aufgenommen.
Das Plummer-Vinson-Syndrom wurde nach ihm und dem US-amerikanischen Chirurgen Porter Paisley Vinson benannt. Im angloamerikanischen Schrifttum wird die multifokale Autonomie der Schilddrüse Plummer’s disease genannt. Im Deutschen trägt die (nur kurzfristig wirksame) Behandlung der Schilddrüsenüberfunktion (Hyperthyreose) mit großen Mengen Iodid (1923 als orale Gabe zur Vorbereitung der Schilddrüsenoperation bei Morbus Basedow von ihm eingeführt) ebenfalls seinen Namen („Plummerung“ oder „Plummern“).

## Veröffentlichungen (Auswahl)
- mit Porter P. Vinson: Cardiospasm: A report of 301 cases. In: Med. clin. of North America. May Clin. Band 5, Nr. 2, 1921, S. 355 ff.